# Elecciones internas de Uruguay de 2014
Las elecciones internas de Uruguay del año 2014 se celebraron el domingo 1 de junio de ese año, cumpliendo con la primera etapa del sistema electoral consagrado por la reforma constitucional de 1997. Se eligieron los candidatos únicos por partido para las elecciones presidenciales de octubre. Asimismo, en esta instancia se eligió la integración del Órgano Deliberativo Nacional y los distintos Órganos Deliberativos Departamentales de los diferentes partidos, los que cumplieron la finalidad respectiva de elegir el candidato a presidente y vicepresidente de cada partido, y los candidatos a intendentes para las elecciones departamentales y municipales de 2015.

## Generalidades
Según lo preceptuado en la Constitución, en todos los partidos que deseen competir por la Presidencia, los precandidatos se someterán al juicio de la ciudadanía en las urnas. De los comicios internos surgirán los candidatos únicos por partido que concurrirán el 26 de octubre a la elección presidencial. También se definirán los candidatos a la Vicepresidencia de la República.
Habitualmente, las elecciones internas se celebran el último domingo de junio; pero, con motivo de la realización del mundial de fútbol en Brasil entre el 13 de junio y el 13 de julio de 2014, se manejó otro criterio. Para evitar que estos comicios coincidan con el campeonato futbolístico (que, notoriamente, es pasión de los uruguayos), el diputado Jorge Gandini planteó la opción de adelantar las elecciones internas para el domingo 27 de abril de 2014. En septiembre de 2012, la Cámara de Diputados aprobó por unanimidad adelantar, por única vez, la fecha de las próximas elecciones internas para el 1º de junio de 2014, es decir, el primer domingo de junio. Asimismo, se autoriza a la Corte Electoral a “ajustar fechas y plazos que correspondan para cumplir con lo dispuesto por la Ley”.

## Particularidades

### Baja participación
Continuando con la tendencia decreciente de las anteriores elecciones internas, esta elección tuvo la menor participación ciudadana desde las primeras que se realizaron en 1999.

### Informatización
Estas fueron las primeras elecciones donde se incorporó un sistema informático que permitió a casi la mitad de las comisiones receptoras de votos sustituir el trabajo que efectuaban en papel con una computadora.
El sistema registró fallos inesperados que condujeron a la suspensión del escrutinio el día 2 de junio de madrugada. El mismo se retomó en la mañana del día 3 de junio y fue nuevamente interrumpido hasta el mediodía del mismo día. En ese momento faltaba escrutar aún 21% de los circuitos en todo el país, incluyendo un 45% de los circuitos de la capital.
El atraso en el conteo de votos se produjo fundamentalmente en Montevideo y “se debió a que hubo 325 ceibalitas que tuvieron problemas de conexión que impidieron la transmisión de datos”, explicó el vicepresidente de la Corte Electoral, Wilfredo Penco. En su mayoría se debió a que los miembros de las mesas no supieron registrar correctamente los votos parciales en las computadoras, lo que causaba que el sistema no permitiera confirmar los resultados del circuito.

### Cantidad de hojas de votación
Una particularidad de estas elecciones internas fue tener un menor número de hojas de votación registradas ante la Corte Electoral que en las elecciones internas de 2009:
- Partido Nacional: Nacionales: 191 - Departamentales: 523
- Partido Colorado: Nacionales: 112 - Departamentales: 321
- Frente Amplio: Nacionales: 282 - Departamentales: 268
- Partido Independiente: Nacionales: 22 - Departamentales: 26
- Unidad Popular: Nacionales: 81 - Departamentales: 40
- Partido de los Trabajadores: Nacionales: 9 - Departamentales: 4
- Partido Unidos: Nacionales: 2 - Departamentales: 1
- Partido Ecologista Radical Intransigente: Nacionales: 1  - Departamentales: 1
- Partido Unión para el Cambio: Nacionales: 10  - Departamentales: 10
- Partido de la Concertación: Nacionales: 2  - Departamentales: 1
- Total: 2.221

## Resultados generales
A continuación, un listado de los partidos políticos que se registraron ante la Corte Electoral para participar en las elecciones de 2014 y sus respectivos resultados.
Todos aquellos que alcanzaron el mínimo de 500 votos, pueden competir en las elecciones nacionales. Los partidos que no lograron alcanzar el mínimo legal de 500 votos en las internas de junio, son: Unión Para el Cambio y Partido Unidos.
|  | Partido político                    | Posición       | Ideología                                                                                                | Fundación       | Elección 2009 | Triunfos presidenciales | Votos internas 2014 |
|  | ----------------------------------- | -------------- | --- | --------------- | ------------- | ----------------------- | ------------------- |
|  | Partido Nacional                    | Derecha        | Liberalismo económico, Conservadurismo, Nacionalismo, Humanismo                                          | 1836 (188 años) | Sí            | 6                       | 418.195 votos       |
|  | Frente Amplio                       | Izquierda      | Progresismo, Socialdemocracia, Izquierda Democrática, Socialismo, Comunismo.                             | 1971 (54 años)  | Sí            | 2                       | 301.972 votos       |
|  | Partido Colorado                    | Centro         | Batllismo, Republicanismo, Liberalismo, Socioliberalismo, Socialdemocracia, Progresismo, Conservadurismo | 1836 (188 años) | Sí            | 29                      | 140.099 votos       |
|  | Unidad Popular *                    | Ultraizquierda | Comunismo, Socialismo, Marxismo-Leninismo, Antiimperialismo, Anticapitalismo                             | 2013 (11 años)  | No            | 0                       | 4.952 votos         |
|  | Partido Independiente               | Centro         | Socialdemocracia, Socialcristianismo                                                                     | 2002 (23 años)  | Sí            | 0                       | 4.149 votos         |
|  | P. Ecologista Radical Intransigente | Centro         | Ecologismo radical                                                                                       | 2013 (12 años)  | Sí            | 0                       | 1.596 votos         |
|  | Partido de la Concertación *        | Sin ideología  | Sin ideología definida                                                                                   | 2013 (11 años)  | No            | 0                       | 1179 votos          |
|  | Partido de los Trabajadores         | Ultraizquierda | Trotskismo, Marxismo, Comunismo                                                                          | 1984 (41 años)  | Sí            | 0                       | 699 votos           |
|  | Unión Para el Cambio *              |                | |                 |               | 0                       | 320 votos           |
|  | Partido Unidos *                    |                | |                 |               | 0                       | 300 votos           |

(*) No participaron de las últimas elecciones.

### Resultados Nacionales (Órgano Deliberativo Nacional) por precandidatos
| Precandidato                                     | Votos   |
| ------------------------------------------------ | ------- |
| Tabaré Vázquez (FA)                              | 247.556 |
| Luis Lacalle Pou (PN)                            | 227.407 |
| Jorge Larrañaga (PN)                             | 189.915 |
| Pedro Bordaberry (PC)                            | 103.142 |
| Constanza Moreira (FA)                           | 53.915  |
| José Amorín Batlle (PC)                          | 36.310  |
| Gonzalo Abella (AP)                              | 4.952   |
| Pablo Mieres (PI)                                | 4.149   |
| César Vega (PERI)                                | 1.596   |
| José Luis Vera (Conc)                            | 1.179   |
| Rafael Fernández (PT)                            | 699     |
| Manuel Flores Silva (PC)                         | 497     |
| Alfredo Oliú (PN)                                | 345     |
| Marcelo Fuentes (UPC)                            | 320     |
| Beatriz Banchero (PU)                            | 300     |
| Álvaro Germano (PN)                              | 101     |
| Votos en blanco parciales (solo papeleta O.D.D.) | 91.343  |
| Votos totalmente en blancos                      | 4.798   |
| Votos anulados                                   | 7.053   |
| Total de votos emitidos                          | 976.655 |

## Partidos políticos y precandidatos
Para comparecer en las elecciones internas, los partidos deben estar inscritos en la Corte Electoral. Por consiguiente, los cuatro partidos que en la actualidad cuentan con representación parlamentaria, tuvieron derecho a presentarse: Frente Amplio, Partido Nacional, Partido Colorado y Partido Independiente. También lograron la habilitación por parte de la Corte Electoral el Partido de los Trabajadores, Unidad Popular, Unión por el cambio, Partido Ecologista Radical Intransigente, Partido Unidos y Partido de la Concertación.

### Frente Amplio
En el Frente Amplio, las precandidaturas tienen un tratamiento a nivel orgánico; el Congreso del Frente Amplio es la entidad que decide quiénes pueden postularse a precandidatos presidenciales. Históricamente, el Frente Amplio presentó un candidato único (mientras rigió el sistema de ley de lemas, en las elecciones de 1971, 1984, 1989 y 1994) y, desde que rige el sistema de elecciones internas, tuvo dos precandidatos en 1999, un único precandidato en 2004 y tres en 2009. El Congreso del Frente Amplio de noviembre de 2013 denominado "Hugo Cores" resolvió el programa a llevar adelante en un próximo periodo de gobierno y habilitó las candidaturas de Tabaré Vázquez y Constanza Moreira que se enfrentaran en la próxima elección interna para dirimir el candidato presidencial para las elecciones generales de octubre de 2014.
- Tabaré Vázquez (vencedor):[4] El expresidente contó con el apoyo de los sectores mayoritarios del Frente Amplio.[15] Varios analistas consideraron siempre fundamental la precandidatura de Vázquez; el politólogo Luis Eduardo González entendió que la ausencia de Tabaré Vázquez equivaldría a un "suicidio político" para el Frente Amplio,[16] y Eduardo Bottinelli afirmó que su postulación "da calma en la interna".[17] Aunque algunos sectores, como el Movimiento de Participación Popular, estudiaron también habilitar otras candidaturas a presidente.[18] Finalmente, en agosto de 2013, Vázquez anunció su disposición a volver a ser candidato.[19] Fue apoyado por el Movimiento de Participación Popular (sector del cual procede el actual presidente José Mujica),[20] "Partido Socialista", "Frente Liber Seregni" (Integrado por los sectores: "Asamblea Uruguay" de Danilo Astori, "Banderas de Líber - lista 1312", "Avanzada Frenteamplista - lista 721",  "Alianza Progresista" y "Nuevo Espacio" - estos dos últimos presentaron una hoja de votación en común), "Frente Unido" (Integrado por "Vertiente Artiguista",[21] “Movimiento Cambio Frenteamplista” (lista 5005), "Movimiento Alternativa Socialista" (lista 959)[22] y "Corriente de Integración Frenteamplista de Maldonado"), "Agrupación 13 de diciembre", "De Frente" - lista 1303, "Partido Obrero Revolucionario - lista 871",[23] "Compromiso Frenteamplista" - lista 711,[24] "Partido Comunista",[25] "Cabildo 1813",[26] "Izquierda Abierta" - lista 3040, PAIS ("Participación, Acción e Integración Social")- lista 52, "Frenteamplismo Auténtico - lista 6009",[27] "Claveles rojos" - lista 27, "Baluarte Progresista" - lista 800,[28] Grupo Atabaque - lista 7777,[29]  "CAP- L",[30] "Corriente de Izquierda" - lista 5271", "Columna Progresista - lista 1907" y "Espacio Celeste - lista 906"[31]

- Constanza Moreira: En septiembre de 2013, se conoció públicamente que la senadora buscaría ser proclamada como precandidata por el congreso del Frente Amplio, cosa que sucedió en diciembre.[32] Varias agrupaciones de base impulsaron con insistencia esta candidatura alternativa a Vázquez.[33] La candidatura de Moreira recibió el apoyo del "Partido por la Victoria del Pueblo" (PVP - Espacio 567, cuyo principal exponente es Luis Puig), "Partido Socialista de los Trabajadores" (PST - espacio 1968),[34] "Frenteamplistas por un cambio",[35] "Alternativa Frente Amplio - lista 512",[36] "Ir: Izquierda con un nuevo sentido (lista 329)",[37] "Izquierda Unida de Durazno: Grupo Orejanos (lista 1971)",[38] "Magnolia 1642",[39] "Movimiento de Integración Alternativo" - lista 642 (MIA),[40] "Agrupación Resistir": lista 7152, e "Izquierda en marcha: lista 7071". El eslogan utilizado fue "Constanza: el cambio sos vos", el jingle se llamó "Yo me animo, y vos?".

### Partido Nacional
El histórico partido presentó durante mucho tiempo una interna muy reñida según las encuestas, con cuatro proclamaciones.
- Luis Alberto Lacalle Pou (vencedor):[4] el sector "Unidad Nacional", presentó por mucho tiempo un panorama indefinido, tras la declaración del importante referente nacionalista y expresidente Luis Alberto Lacalle (quien ya fuera candidato único del partido en 1999 y 2009) de que ya no competiría en las internas. Tras una danza de nombres que incluyó a Ana Lía Piñeyrúa y Luis Alberto Heber,[43] finalmente el camino se allanó para Lacalle Pou.[44][45] Así, Lacalle Pou constituyó la cara visible del movimiento "Todos", con el propósito de aglutinar a sectores nacionalistas y de fuera del partido, conformado por el "Herrerismo" (Gustavo Penadés), "Aire Fresco" (Lacalle Pou), "Más País" (José Carlos Cardoso), "Espacio 40" (Javier García), "Lista 252" (Carlos Iafligliola),[46] "Soplan Vientos" (Carmelo Vidalín), el "Movimiento 1° de Diciembre" (Beatriz Argimón),[47] "Movimiento Nacional de Rocha" (Carlos Julio Pereyra),[48] "Corriente de Participación Nacionalista" (Julio Lara), "Wilsonismo Siglo XXI" del fundador de la Secretaría de Asuntos Sociales, Miguel Cecilio, y el exsenador Ruperto Long.  Asimismo cuenta con el apoyo de una exmilitante comunista, la exdirectora del Liceo Bauzá, Graciela Bianchi.
.Recibió también el apoyo de dos nacionalistas que inicialmente se habían postulado como precandidatos por sus propios sectores: el líder del sector "Concertación Republicana Nacional", el actual senador Jorge Saravia,  y posteriormente del senador Sergio Abreu, representante de "Dignidad Nacional". Lacalle Pou se presentó bajo el eslogan: "Una elección por la positiva", su jingle presentado fue "Somos".

- Jorge Larrañaga:  Durante meses fue el precandidato que acumuló las mayores intenciones de voto. En enero de 2013 inició su campaña electoral con vistas a lograr la candidatura única blanca.[49] Liderando "Alianza Nacional", recibió las adhesiones también de "Correntada Wilsonista" de Francisco Gallinal,[50] de "Corriente de Acción Renovadora" de Pablo Abdala (que inicialmente había dado su apoyo a los candidatos Abreu y Saravia)[51] y de "Cristianos por Uruguay",[52] así como también de varios intendentes del interior: Adriana Peña, Wilson Ezquerra, Walter Zimmer, Omar Lafluf, Sergio Botana, Guillermo Besozzi, Bertil Bentos y Dardo Sánchez Cal, algunos legisladores tales como Verónica Alonso, Alberto Perdomo,[49] Jorge Gandini,[53] y Ana Lía Piñeyrúa.[54] El candidato se presentó bajo el eslogan: "Miremos más alto" y su jingle se llamó "Bienvenido futuro".

- Alfredo Oliú:  Líder de "Voz más vos", representante de la lista 747.

- Álvaro Germano:  Representante de la lista 224.

### Partido Colorado
El partido que históricamente ocupó el gobierno durante más de cien años, viene en un lento proceso de recuperación luego de las elecciones de 2004, en las cuales su votación fue la menor de toda su historia. La interna se presenta bastante calma, con poca competencia visible, en donde figuran tres precandidatos (inicialmente el abogado Luis Lozano había propuesto su precandidatura como desafiante de las corrientes mayoritarias   pero declinó en abril su postulación)
- Pedro Bordaberry (vencedor):[4] Actual senador y líder de "Vamos Uruguay", sector formado en el 2007 tras la crisis que sufrió el Partido Colorado. Es quien mantuvo siempre un claro favoritismo para representar a su partido en las elecciones de 2014.[43] El sector "Vamos ahora" liderado por Martín Aguirrezabala se adhiere también a la candidatura de Bordaberry.[56] La personalidad que destaca con perfil propio en el movimiento es el senador Ope Pasquet, un batllista formado con Enrique Tarigo en la oposición a la dictadura, con la lista 1085. Su eslogan de campaña fue "Yo estoy", su jingle se llamó "Vamos con Pedro".
- José Amorín Batlle: Se presentó encabezando al sector "Batllistas de ley", conformado por el acuerdo entre el sector ProBa ("Foro Batllista" y "lista 15") y "Uruguay Es Posible-Lista 321" (cuyo máximo exponente es Alberto Iglesias).[16] Otras listas sumaron para apoyar a dicho candidato, tales como la 305 de Conrado Rodríguez, la 123456 de Washington Abdala, la lista 99 de Yamandú Fau, la 152222 del expresidente Jorge Batlle, la 15015 de Julio María Sanguinetti.[57]
- Manuel Flores Silva: Exsenador de la Corriente Batllista Independiente (lista 89), este precandidato representó al nuevo sector "Ala Batllista", con la propuesta de regresar a las raíces batllistas de su partido.[58] Su eslogan de campaña fue "La izquierda republicana: lo que nos une".

### Partido Independiente
El menor de los partidos con representación parlamentaria. El precandidato es Pablo Mieres, quien no tuvo competidores en su interna partidaria. Recibió el apoyo del Movimiento de los Comunes. La  fórmula presidencial será Pablo Mieres - Conrado Ramos.

### Otros partidos políticos habilitados
Existen otros seis partidos políticos (algunos de ellos nuevos, otros preexistentes pero sin representación parlamentaria) que fueron habilitados por parte de la Corte Electoral para participar en las elecciones internas de junio. Una vez celebradas las mismas, varios de ellos alcanzaron el mínimo requerido de 500 votos para poder participar, a su vez, en las elecciones de octubre:
- Unidad Popular. En abril de 2013 fue anunciada la creación de una coalición de movimientos de izquierda formada por "Asamblea Popular", "Movimiento 26 de Marzo" (lista 326), "Partido Comunista Revolucionario" (lista 960), "Movimiento de Defensa de los Jubilados" (Modeju lista 3060), "Movimiento Avanzar" (lista 13013), "Partido Humanista" (lista 1969), "Agrupación Nacional ProUNIR", "Partido Bolchevique del Uruguay", "Refundación Comunista", "Intransigencia Socialista" y "Partido Obrero y Campesino del Uruguay" (POyCU lista 101113). El candidato por esta coalición fue el historiador Gonzalo Abella.[59]

- Partido de los Trabajadores. Partido de orientación trotskista creado en 1984 que ha participado en numerosas elecciones pero jamás ha superado las 600 adhesiones.[60] En abril del 2014 Partido de los Trabajadores explicitó al partido Unidad Popular su interés en votar bajo un mismo lema de cara a las elecciones internas de junio y nacionales de octubre; pero la respuesta de dicho partido fue negativa. Participó en las elecciones internas de junio con la lista 1917 y el precandidato fue Rafael Fernández.

- Partido Ecologista Radical Intransigente (PERI). partido formado por exfrenteamplistas e independientes. Es un espacio de carácter ecologísta.  Cuyo programa tiene énfasis en la preservación de los recursos naturales y son contrarios a la megaminería a cielo abierto.[61][62] Se manifiesta crítica del proyecto Aratirí, los cultivos transgénicos y pide mayores controles para las fabricantes de celulosa que operan en el país.[63] Se presentó bajo la única lista 1330 y el precandidato presidencial el ingeniero agrónomo César Vega.

- Partido de la Concertación. Se trata de un espacio electoral creado en mutuo acuerdo por el Partido Nacional y el Partido Colorado Nace como estrategia para disputarle al Frente Amplio el triunfo electoral en las elecciones departamentales y municipales de Uruguay de 2015.[64] El candidato de dicho partido fue José Luis Vera.

Otros partidos nuevos fueron habilitados por la Corte Electoral a participar en las internas de junio, pero no lograron reunir el mínimo de 500 votos:
- Unión para el cambio. Partido de extrema derecha creado en 2012 inicialmente bajo el nombre de "Partido Uruguayo". Propone aumentar las penas por delitos violentos y de narcotráfico y suprimir salidas transitorias y libertades anticipadas para los presos. Se manifiestan contrarios al proyecto de ley de regulación del autocultivo de marihuana, la ley del aborto y el matrimonio igualitario.[65] El precandidato del partido Unión para el cambio fue Marcelo Fuentes y se presentó bajo la lista 76000.

- Partido Unidos por nuestras riquezas naturales (Unidos). Se trata de un nuevo sector ecologista, que plantea un país 100% orgánico, sin transgénicos ni agrotóxicos.[63] La precandidata presidencial por el Partido Unidos fue Beatriz Banchero.

### Partidos políticos no habilitados
Otros sectores políticos fracasaron en su intento de conseguir la habilitación por parte de la Corte Electoral o una vez creados, no hay realizado siquiera los trámites correspondientes para lograr dicha habilitación. El proceso de presentación de nuevos partidos políticos para competir en las Elecciones Internas cerró el día 2 de enero de 2014:
- Partido Verde del Uruguay. Se trata de otro partido de corte ecologista, que se manifiesta en contra de la extranjerización y la concentración de la tierra.[63]
- Partido Pirata del Uruguay. Es un sector que se hace eco de los movimientos pirata alrededor del mundo, centran su base programática en temáticas relacionadas con derechos de autor, privacidad en internet, gestión del Estado y educación.[63]
- Partido Liberal Libertario. Sector crítico que afirma que la izquierda avasalla las "libertades económicas" mientras que la derecha, las "libertades personales". Propone derogar todos los impuestos y suspender los planes sociales que no hayan cumplido con el resultado de sacar a la gente de la pobreza y en materia de educación, plantea que no debería ser obligatoria, y que debería crearse un sistema de vales que funcione en forma de pago con el que los padres puedan elegir a qué escuela pública enviar a sus hijos.[63]
- Partido Unión de Mujeres. Entre sus principales principios ideológicos se encuentran el "respeto a la democracia", "promoción de la tolerancia y la no violencia", "desarrollo de la ciencia", "protección de los recursos naturales" y "lucha contra la corrupción".[66]
- Partido Viva la vida. Partido creado por el comunicador radial Pablo Aguirrézabal que plantea, entre otras cosas, "ir hacia una sociedad de amigos, donde lo importante no sea competir, sino compartir el universo con los demás seres", con una "sociedad de puertas abiertas" y donde "nadie que tenga el poder ni el derecho de la fuerza o de la mentira" [67]
- Nación Celeste. Corriente política evangélica nacida en el departamento de Florida, plantea “recuperar los valores que hacen a la tradición de la familia como base de la sociedad” y retomar la confianza en la providencia de Dios” [68]

## Encuestas de opinión

### Frente Amplio
| Encuesta     | Fecha                                   | Tabaré Vázquez | Constanza Moreira | Indecisos                                                                     |
| ------------ | --------------------------------------- | -------------- | ----------------- | ----------------------------------------------------------------------------- |
| Factum       | Mayo de 2014                            | 84%            | 15%               | 1%                                                                            |
| Radar        | Mayo de 2014                            | 77%            | 20%               | 3%                                                                            |
| Cifra        | Mayo de 2014                            | 81%            | 15%               | 4%                                                                            |
| Equipos      | Mayo de 2014                            | 83%            | 15%               | 2%                                                                            |
| Interconsult | Mayo de 2014                            | 80%            | 19%               | 1%                                                                            |
| Cifra        | Abril de 2014                           | 85%            | 11%               | 4%                                                                            |
| Factum       | Abril de 2014                           | 81%            | 15%               | 4%                                                                            |
| Equipos Mori | Marzo de 2014                           | 85%            | 12%               | 3%                                                                            |
| Interconsult | Marzo de 2014                           | 88%            | 10%               | 2%                                                                            |
| Factum       | Marzo de 2014                           | 85%            | 11%               | 4%                                                                            |
| Cifra        | Marzo de 2014                           | 83%            | 11%               | 6%                                                                            |
| Data / Media | Febrero 2014 (Datos solo de Montevideo) | 78%            | 12%               | 10%                                                                           |
| Interconsult | Febrero de 2014                         | 88%            | 10%               | 2%                                                                            |
| Factum       | Febrero de 2014                         | 87%            | 13%               | 0%                                                                            |
| Equipos Mori | Febrero de 2014                         | 89%            | 7%                | 4%                                                                            |
| Cifra        | Febrero de 2014                         | 86%            | 10%               | 4%                                                                            |
| Equipos Mori | Diciembre de 2013                       | 71%            | 4%                | José Mujica: 8%, Raúl Sendic: 5%, Danilo Astori: 3%, Otros: 3%, Indecisos: 7% |
| Cifra        | Noviembre de 2013                       | 78%            | 12%               | 10%                                                                           |

### Partido Nacional
| Encuesta     | Fecha                                   | Jorge Larrañaga | Luis Lacalle Pou | Sergio Abreu | Indecisos                                      |
| ------------ | --------------------------------------- | --------------- | ---------------- | ------------ | ---------------------------------------------- |
| Factum       | Mayo de 2014                            | 51%             | 48%              |              | 1%                                             |
| Radar        | Mayo de 2014                            | 48%             | 49%              |              | 3%                                             |
| Cifra        | Mayo de 2014                            | 47%             | 45%              |              | 8%                                             |
| Equipos Mori | Mayo de 2014                            | 50%             | 46%              |              | 4%                                             |
| Interconsult | Mayo de 2014                            | 50%             | 49%              |              | 1%                                             |
| Cifra        | Abril de 2014                           | 51%             | 41%              |              | 8%                                             |
| Interconsult | Abril de 2014                           | 49%             | 47%              |              | 4%                                             |
| Factum       | Abril de 2014                           | 53%             | 44%              |              | 3%                                             |
| Equipos Mori | Marzo de 2014                           | 50%             | 38%              | 8%           | 4%                                             |
| Interconsult | Marzo de 2014                           | 48%             | 39%              | 9%           | 4%                                             |
| Factum       | Marzo de 2014                           | 51%             | 39%              | 7%           | 3%                                             |
| Cifra        | Marzo de 2014                           | 46%             | 36%              | 7%           | 11%                                            |
| Interconsult | Febrero de 2014                         | 48%             | 39%              | 9%           | 4%                                             |
| Data / Media | Febrero 2014 (datos solo de Montevideo) | 43%             | 39%              | 8%           | 10%                                            |
| Factum       | Febrero de 2014                         | 51%             | 38%              | 8%           | 3%                                             |
| Equipos Mori | Febrero de 2014                         | 49%             | 35%              | 6%           | 9%                                             |
| Cifra        | Febrero de 2014                         | 47%             | 35%              | 10%          | Otros / Indecisos: 8%                          |
| Equipos Mori | Diciembre de 2013                       | 49%             | 28%              | 4%           | Lacalle Herrera: 7%, Otros: 2%, Indecisos: 10% |
| Factum       | Octubre - noviembre de 2013             | 48%             | 40%              |              | Otros: 11%, Indecisos: 1%                      |
| Cifra        | Noviembre de 2013                       | 48%             | 34%              | 10%          | Otros / Indecisos: 8%                          |

### Partido Colorado
| Encuesta     | Fecha                                   | Pedro Bordaberry | José Amorín Batlle | Otros                                                 |
| ------------ | --------------------------------------- | ---------------- | ------------------ | ----------------------------------------------------- |
| Factum       | Mayo de 2014                            | 75%              | 24%                | Manuel Flores Silva / Indecisos: 1%                   |
| Radar        | Mayo de 2014                            | 84%              | 14%                | Manuel Flores Silva / Indecisos: 2%                   |
| Cifra        | Mayo de 2014                            | 80%              | 16%                | Manuel Flores Silva / Indecisos: 4%                   |
| Equipos Mori | Mayo de 2014                            | 75%              | 15%                | Manuel Flores Silva / Indecisos: 1%                   |
| Interconsult | Mayo de 2014                            | 80%              | 19%                | Manuel Flores Silva / Indecisos: 1%                   |
| Cifra        | Abril de 2014                           | 85%              | 11%                | Indecisos: 4%                                         |
| Factum       | Abril de 2014                           | 79%              | 20%                | Manuel Flores Silva: 1%                               |
| Equipos Mori | Marzo de 2014                           | 92%              | 5%                 | Indecisos: 3%                                         |
| Interconsult | Marzo de 2014                           | 79%              | 12%                | Manuel Flores Silva: 1%, Indecisos: 8%                |
| Factum       | Febrero de 2014                         | 79%              | 20%                | Otros / indecisos: 7%                                 |
| Cifra        | Marzo de 2014                           | 80%              | 13%                | Indecisos: 7%                                         |
| Interconsult | Febrero de 2014                         | 81%              | 12%                | Manuel Flores Silva: 1%, Indecisos: 6%                |
| Data / Media | Febrero 2014 (datos solo de Montevideo) | 80%              | 5%                 | Indecisos: 15 %                                       |
| Factum       | Febrero de 2014                         | 79%              | 21%                |                                                       |
| Equipos Mori | Febrero de 2014                         | 94%              | 3%                 | Otros / Indecisos: 3%                                 |
| Cifra        | Febrero de 2014                         | 88%              | 7%                 | Otros / Indecisos:5%                                  |
| Equipos Mori | Diciembre de 2013                       | 81%              |                    | Julio María Sanguinetti: 6%, Otros: 3%, Indecisos: 9% |
| Cifra        | Noviembre de 2013                       | 83%              | 10%                | Otros / Indecisos: 7%                                 |